# Virgin Media
Virgin Media Inc (NASDAQ: VMED, LSE: VMED) é um conglomerado de mídia do Reino Unido que atua na área de telefone móvel, fixo, televisão e internet. Prestam serviços para empresas e consumidores no Reino Unido. Seu escritório executivo encontra-se em Nova Iorque, Estados Unidos e sua sede operacional em Hook, Reino Unido.  A empresa tem sido uma subsidiária da Liberty Global desde Junho de 2013.
A empresa foi formada em março de 2006 pela fusão da NTL e Telewest, que criou NTL: Telewest. Uma segunda fusão com a Virgin Mobile UK em julho de 2006 criou a primeira empresa de mídia "quadruple-play", que oferece televisão, internet, telefone móvel e os serviços de telefonia fixa, do Reino Unido. Em novembro de 2006, a empresa assinou um acordo com Sir Richard Branson, onde NTL: Telewest teria o nome da marca Virgin. Todos os serviços de consumo da empresa foram rebatizada com o nome de Virgin Media em fevereiro de 2007.